# Emilio Fasoli
Emilio Fasoli (fl. XX secolo) è stato un calciatore italiano, di ruolo portiere.

## Carriera
Uno dei pionieri del calcio bustocco, avendo difeso la porta della Pro Patria nelle prime quattro stagioni della sua storia dal 1919 al 1923.